# All Men Play on Ten
«All Men Play on Ten» — сингл американской рок-группы Manowar, с альбома Sign of the Hammer.
Название песни относит к настройке усилителя на самую высокую громкость. Уровень звука — важная часть метала, значимая сама по себе. Она написана в благодарность 10 records, компании, заключившей контракт с группой в ранние годы.

## Состав группы
- Эрик Адамс (Eric Adams) — вокал,
- Джоуи Де Майо (Joey DeMaio) — бас-гитара,
- Росс Фридмен (Ross «The Boss» Friedman) — гитара,
- Скотт Колумбус (Scott Columbus) — ударные.

## Список композиций
1. «All Men Play On 10» (03:54)
2. «Mountains» (07:37)